# Aspidonitys incerta
Aspidonitys incerta är en insektsart som beskrevs av Schmidt 1910. Aspidonitys incerta ingår i släktet Aspidonitys och familjen Eurybrachidae. Inga underarter finns listade i Catalogue of Life.